# Galezi italieni
Termenul de galezi italieni face referire la minoritatea etnică de italieni din Țara Galilor. În secolul al XIX-lea și la începutul secolului al XX-lea, mai mulți italieni au emigrat în Țara Galilor, iar o mare parte din aceștia s-au stabilit în Glamorgan și Newport.